# آرام بونیاتیان
آرام مارتیروسی بونیاتیان (ارمنی: Արամ Մարտիրոսի Բունիաթյան) یک سیاستمدار و اهل ارمنستان که از تاریخ نوامبر ۱۸۹۵ تا تاریخ اکتبر ۱۸۹۶ سمت شهردار ایروان را برعهده داشت.

## زندگی‌نامه
در ۱۸۳۹ به دنیا آمد و از فارغ‌التحصیل شد. وی همچنین برنده شده‌است . وی در در سن سالگی در درگذشت تاریخ درگذشت وی نامعلوم است.

## یادداشت
1. ↑  Երևանի քաղաքագլուխ